# 上田宏
上田 宏（うえだ ひろし）は、日本の漫画家。

## 作品リスト
- 『ア・リトル・ドラゴン』（原作：中村うさぎ、電撃コミックガオ!（メディアワークス）連載、全5巻）
- 『武神戯曲』（電撃コミックガオ!（メディアワークス）連載、全3巻）
- 『フルメタル・パニック!Σ』（原作：賀東招二、ドラゴンエイジ（角川グループパブリッシング）連載、全19巻）
- 『闇世のトランフ』（電撃コミックガオ!（メディアワークス）連載、上下2巻）
- 『TIGER & BUNNY THE COMIC』（企画・原案：サンライズ、原著：吉田恵里香、ミラクルジャンプ（集英社）連載、全7巻）
- 『殺人無罪』（原作：熊谷純、週刊ヤングジャンプ（集英社）連載、既刊4巻（連載中））